# しらくら山の学校
しらくら山の学校（しらくらやまのがっこう）は、富山県魚津市鉢にかつて存在していた教育施設。旧白倉小学校の校舎を利用していた。2006年4月にオープンしたが、建物が老朽化したため2012年9月に解体。

## 旧・白倉小学校
- 1953年4月に魚津市立松倉小学校鉢分校（1885年創立[2]）と東加積小学校の蓑輪分校が合併して白倉小学校組合立白倉小学校が設立し[3]、翌1954年8月に、木造校舎が完成[3]。魚津市の鉢、虎谷、大熊および滑川市蓑輪などの地域を通学区域としていて、往事は50名ほどの児童が在籍していた[4]。

1964年12月の講堂新築、1966年3月の校旗新調樹立、1966年4月の富山県教育委員会へき地教育研究指定校への指定、1969年7月のプール竣工、1971年11月の校庭拡張、1972年8月の石庭、門柱完成など、学校環境も順次整備されていった。
しかし、周辺地域の過疎化や少子化が進んだために1983年3月27日の卒業式、休校式以降に休校状態となり、2005年に正式に廃校となった。

## 概要
- 主にキャンプや林間学校、自然学習や各種研修などに利用されていた。
- 2003年に公開された映画『逢いたい』でロケ地の一つになった。